# Walvis Bay
Walvis Bay  (deutsch historisch Walfischbucht, seltener Walfischbay oder Walfischbai; Afrikaans: Walvisbaai, Otjiherero: Ezorongondo) ist eine Stadtgemeinde an der Walfischbucht in der namibischen Region Erongo und der bedeutendste Seehafen Namibias. Die Stadtgrenzen entsprechen denen des Wahlkreises Walvis Bay Stadt.
Walvis Bay hat knapp 103.000 Einwohner (Stand 2023; 62.096 Einwohner mit Stand 2011) auf einer Fläche von 1121 Quadratkilometern. Sie ist die drittgrößte Stadt des Landes und mit einer Einwohnerdichte von 91,6 Einwohnern pro km².

## Geographie

### Lage
Walvis Bay liegt an der Atlantikküste rund 30 Kilometer südlich der Stadt Swakopmund. Hier ist der Endpunkt der Nationalstraße B2.

### Klima
Das angenehm milde Küstenklima macht die Stadt und ihre Umgebung vor allem während der Monate Oktober bis März zu einem beliebten Ziel am Südatlantik, auch wenn die Wassertemperatur als Folge des aus der Antarktis kommenden kalten Benguela-Stroms kaum über 20 °C steigt.
|                       | Jan  | Feb  | Mär  | Apr  | Mai  | Jun  | Jul  | Aug  | Sep  | Okt  | Nov  | Dez  |   |      |
| Mittl. Tagesmax. (°C) | 20,4 | 19,1 | 20,4 | 19,1 | 19,6 | 18,7 | 18,3 | 16,5 | 15,7 | 16,9 | 17,6 | 19,5 | ⌀ | 18,5 |
| Mittl. Tagesmin. (°C) | 15,1 | 14,4 | 14,7 | 12,6 | 12,2 | 11,1 | 10,5 | 9,9  | 10,4 | 11,6 | 12,3 | 14,1 | ⌀ | 12,4 |
|                       |      |      |      |      |      |      |      |      |      |      |      |      |   |      |
| Niederschlag (mm)     | 0,9  | 1,4  | 4,4  | 0,4  | 0,9  | 1,0  | 0    | 0,2  | 0,1  | 0,2  | 0,4  | 0,1  | Σ | 10   |
|                       |      |      |      |      |      |      |      |      |      |      |      |      |   |      |
| Luftfeuchtigkeit (%)  | 81   | 79   | 81   | 78   | 71   | 67   | 69   | 77   | 79   | 79   | 79   | 65   | ⌀ | 75,4 |

| 15,1 |

| 14,4 |

| 14,7 |

| 12,6 |

| 12,2 |

| 11,1 |

| 10,5 |

| 9,9 |

| 10,4 |

| 11,6 |

| 12,3 |

| 14,1 |

| 15,1 |

| 14,4 |

| 14,7 |

| 12,6 |

| 12,2 |

| 11,1 |

| 10,5 |

| 9,9 |

| 10,4 |

| 11,6 |

| 12,3 |

| 14,1 |

## Geschichte

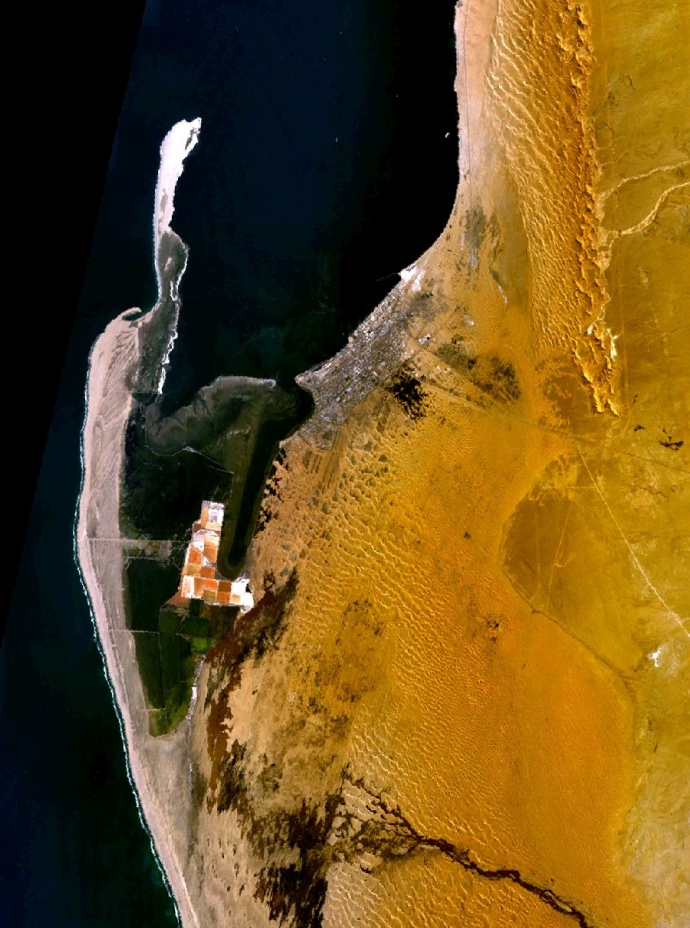
Satellitenbild der Walfischbucht mit Lagune und Saline: links oben die „Pelikan-Spitze“ und rechts unten die Mündung des Kuiseb

Zwischen 1482 und 1489 erforschte der portugiesische Seefahrer Diogo Cão die Westküste Afrikas und segelte auch in die Walfischbucht. Wegen der reichen Wal- und Fischvorkommen fand die Bucht seit dem frühen 18. Jahrhundert bei europäischen und nordamerikanischen Fischern Interesse. Die Niederlande richteten im Januar 1793 einen Versorgungsposten auf dem Weg zur Kapkolonie ein. Aufgrund eines sich entwickelnden Handels mit den hier ansässigen Topnaar – eine Nama-Gesellschaft – wuchs der Ort nach 1850 zu einer größeren Siedlung. Am 12. März 1878 wurde die Walfischbucht mit einem umliegenden Landstreifen für die britische Krone durch Richard C. Dyer in Besitz genommen. Zum einen hatten sich dort britische Fischer und Guano-Händler der Pinguininseln einen Stützpunkt aufgebaut, zum anderen spielten strategische Überlegungen eine Rolle, den Seeweg nach Indien zu sichern. 1884 wurde das Umland der Bucht Schutzgebiet des Deutschen Reiches und Walvis Bay somit zur britischen Enklave. Noch 1889 landeten Soldaten der deutschen Schutztruppe unter Führung des Hauptmanns Curt von François in Walvis Bay, da der Sandwichhafen nicht zur Verfügung stand.

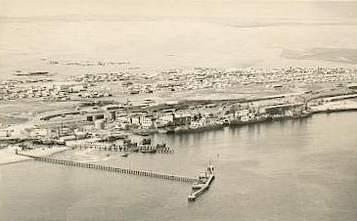
Walvis Bay, um 1910

1910 wurde das Gebiet als Teil der Kapprovinz Bestandteil der neugegründeten Südafrikanischen Union. 1914/15 befand es sich zu Beginn des Ersten Weltkriegs kurzzeitig unter deutscher Besatzung. Nachdem Deutsch-Südwestafrika 1919 als Völkerbund-Mandatsgebiet unter südafrikanische Verwaltung gestellt worden war, wurde der Ort 1922 per Beschluss des Kapstädter Parlaments administrativ dem Territorium Südwestafrika zugeordnet. Am 16. März 1931 erhielt Walvis Bay das Stadtrecht; erster Bürgermeister der Stadt wurde S. Blyth. Bis 1977 folgten ihm im Amt W.G. Neate, J.C. Harris, M.C. Botma und A. Prinsloo. Ab Mitte der 1970er Jahre zeichnete sich ein Transitionsprozess ab, der langfristig zur Unabhängigkeit Namibias führen sollte; 1977 wurde das „Gebiet Walvis Bay“ direkt der Kapprovinz unterstellt, was de facto eine Annektierung des Gebietes durch die Republik Südafrika bedeutete. Entgegen einem Beschluss der UNO hielt Südafrika jedoch auch nach der Unabhängigkeit Namibias 1990 Walvis Bay und die Pinguin-Inseln besetzt. Erst nach dem Ende der Apartheid wurden sie am 1. März 1994 übergeben.

## Kommunalpolitik
Bei den Kommunalwahlen 2020 wurde folgendes amtliche Endergebnis ermittelt.
| Partei                                 | Stimmen  | Sitze |
| -------------------------------------- | -------- | ----- |
| IPC                                    | 5043 NEU | 4 NEU |
| SWAPO                                  | 3348 ▼   | 3 ▼   |
| LPM                                    | 1207 NEU | 1 NEU |
| Joint Walvis Bay Residents Association | 945 NEU  | 1 NEU |
| PDM                                    | 658 ▲    | 1 ▬   |

## Verwaltungsgliederung

Logo der Stadtverwaltung

Stadtteile bzw. Vorstädte von Walvis Bay sind:

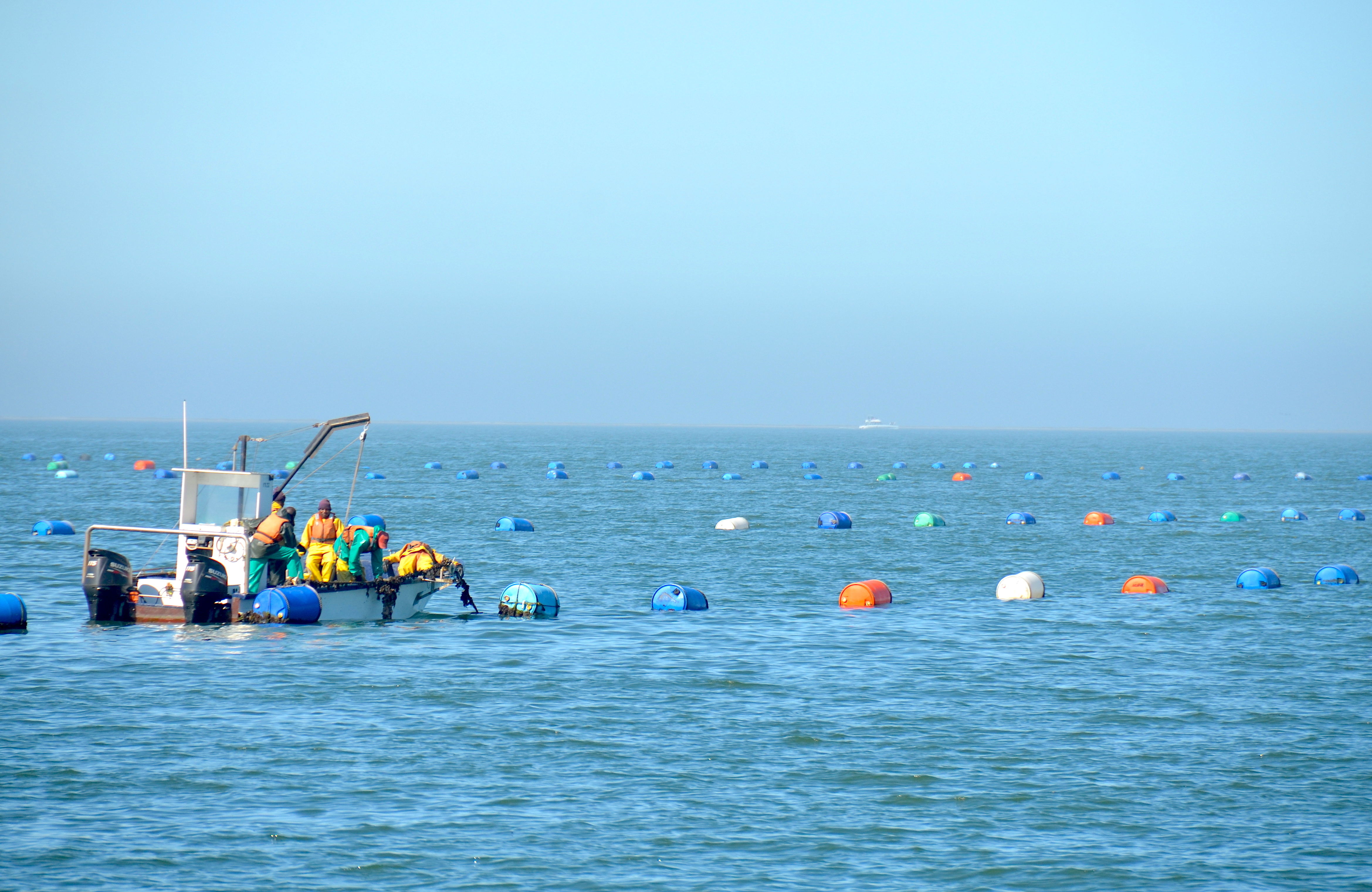
Austernzucht bei Walvis Bay

- Central
- Kuisebmund
- Langstrand
- Meersig
- Narraville

## Wirtschaft und Verkehr
Die Wirtschaft der Stadt basiert zum größten Teil auf Handel über den Hafen Walvis Bay und auf fischverarbeitender Industrie. Die Stadt ist Sitz der Namibian Port Authority und der Walvis Bay Corridor Group; es gibt eine Werft, einen internationalen Flughafen und südlich der Stadt eine Saline. Der Bau eines zweiten Hafens (SADC Gateway Port) wird seit 2014 vorangetrieben.
Die namibische Marine hat Schiffe in Walvis Bay stationiert. Zudem startet/endet hier nördlich des Kuisebmund-Stadion der von Mosambik am Indischen Ozean kommende, den ganzen Kontinent durchkreuzende, Trans-Kalahari-Highway. Andere Straßen sind der Trans-Caprivi-Highway, die Nationalstraße B2 und die Hauptstraße C14. Seit wenigen Jahren sind bescheidene Anfänge von Tourismus festzustellen, veranlasst und gefördert durch die Nähe der Stadt Swakopmund und durch die von Walfischbucht aus angebotenen Touren in das Umland. Die Walfischbucht ist aufgrund des stetigen, verlässlichen Windes gut zum Wind- und Kitesurfen geeignet, was lediglich durch das relativ kalte Wasser des Benguelastroms eingeschränkt wird. Die große Sandbank in der Bucht ist darüber hinaus ein geeignetes Spezialrevier zum Hochgeschwindigkeitssegeln. Man kann sowohl Kurse über die 500-m-Distanz als auch über die Nautische Meile in Flachwasser bei ablandigem Wind legen. Deshalb wurden bereits einige Speedsurfing World Cups an der Sandbank der Walfischbucht ausgetragen und sogar vorübergehend Rekorde gebrochen, gerade auf die Nautische Meile.

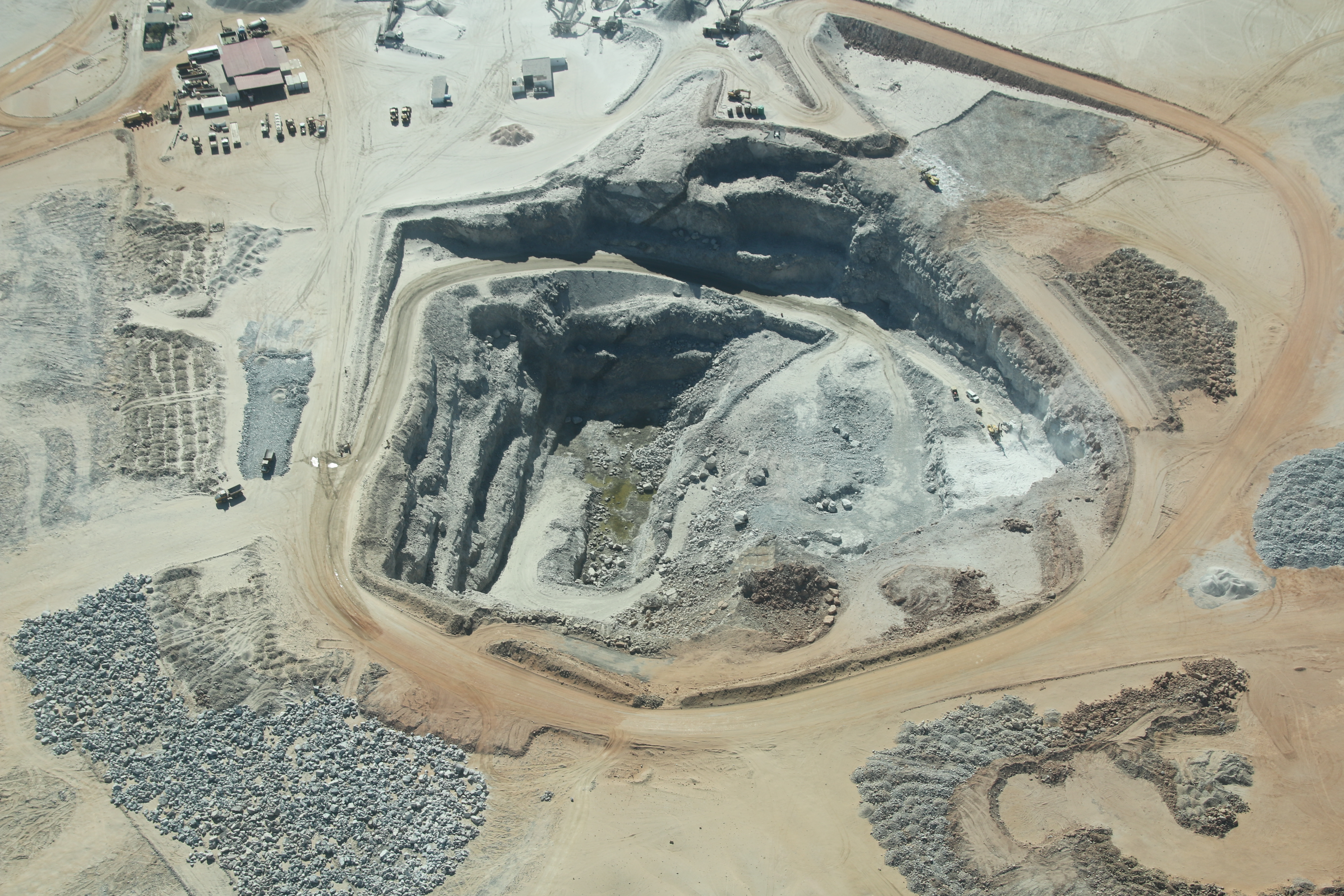
Steinbruch 18 km SE von Walvis Bay (2018)

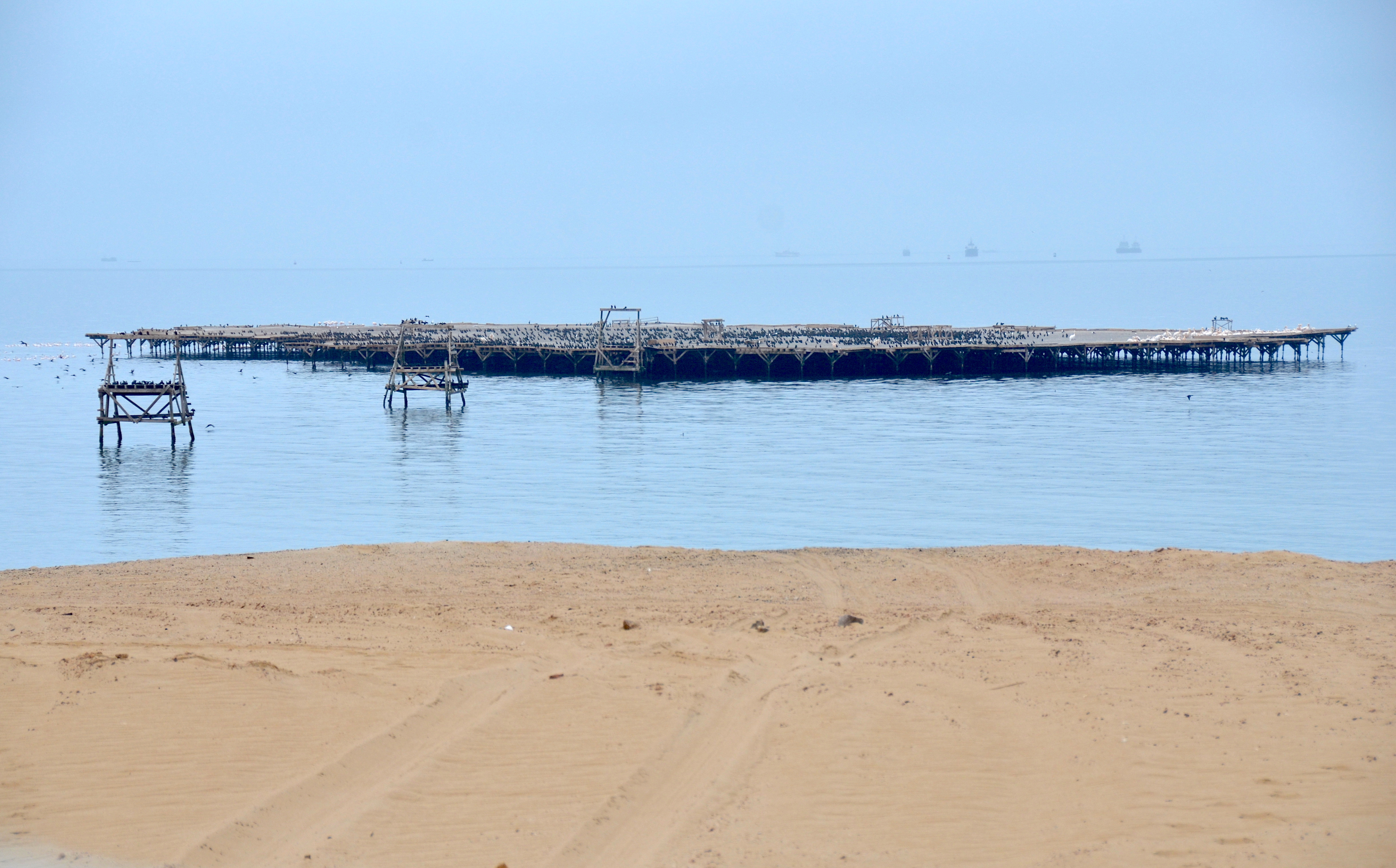
Ausflugsziel Guano-Insel, Brutstätte des Rosapelikans

Die Stadt verfügt mit dem Flughafen Walvis Bay über einen internationalen Flughafen. Zurzeit (Stand März 2025) bestehen Flugverbindungen mit Airlink und FlyNamibia nach Kapstadt und Johannesburg.
Über die Bahnstrecke Kranzberg–Walvis Bay ist die Stadt an das namibische Schienennetz angebunden.

## Bildungseinrichtungen
In Walvis Bay befinden sich mehrere Grundschulen sowie weiterführende Schulen. Mit Stand Mai 2025 gibt es 29 staatliche bzw. private Schulen darunter:
- The International School of Walvis Bay,[7] die einzige internationale Schule des Landes neben der in Windhoek
- Walvis Bay Private High School[8]

Tertiäre Bildungseinrichtungen in Walvis Bay ist das Namibian Maritime and Fisheries Institute (Maritim- und Fischerei-Institut), das der Ausbildung von Ingenieuren und Kapitänen dient. Ferner unterhält die private, staatlich anerkannte International University of Management einen Campus in Walvis Bay.

## Sehenswürdigkeiten

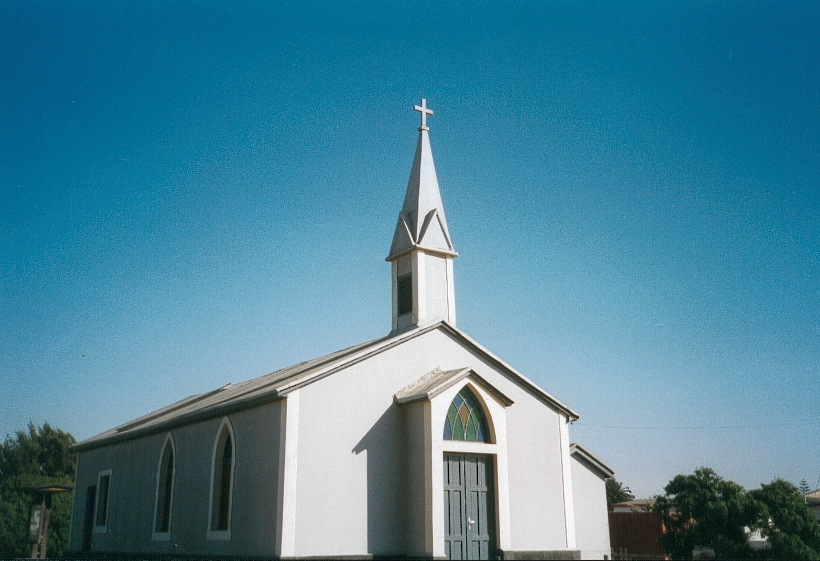
Rheinische Missionskirche

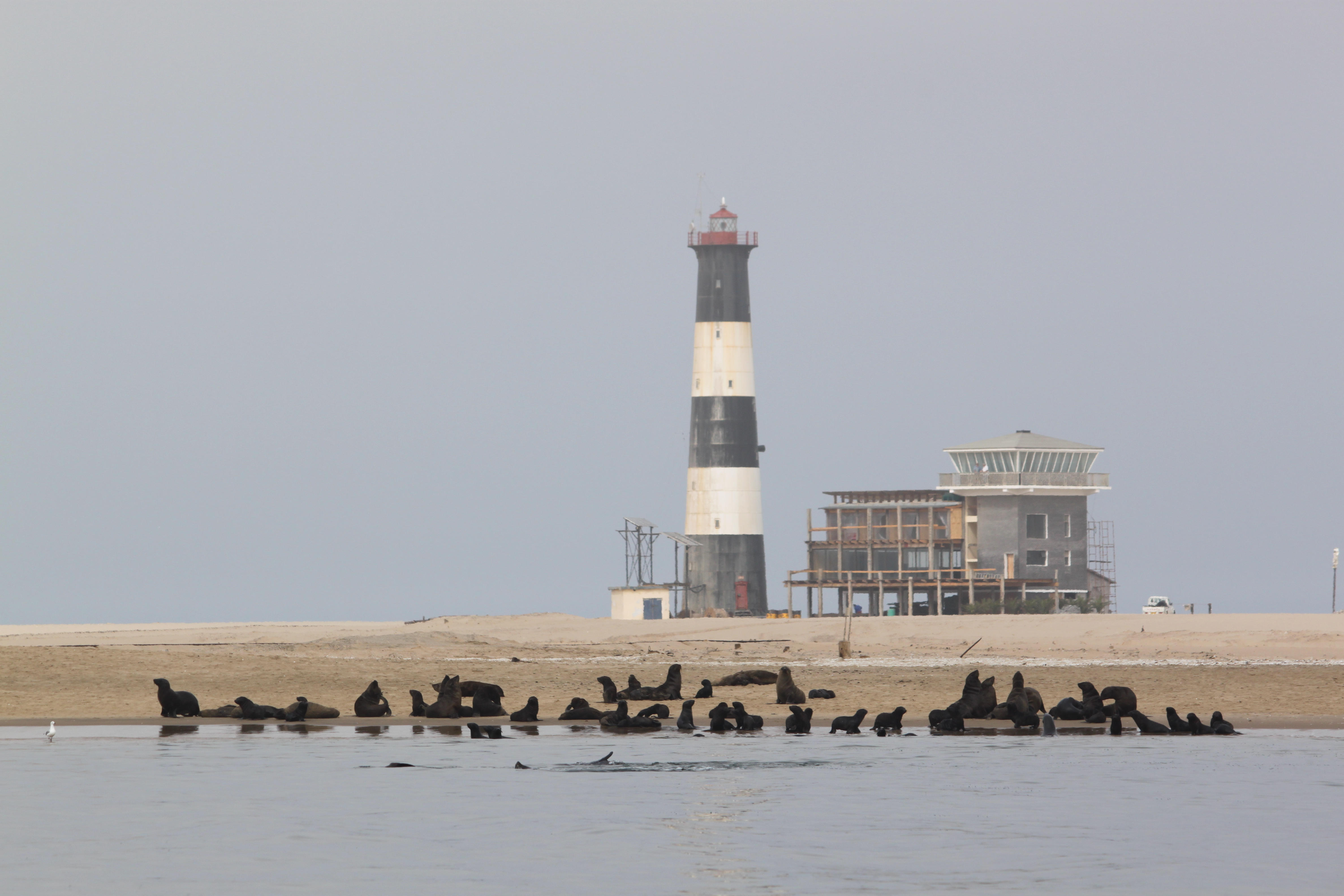
Leuchtturm von Walvis Bay

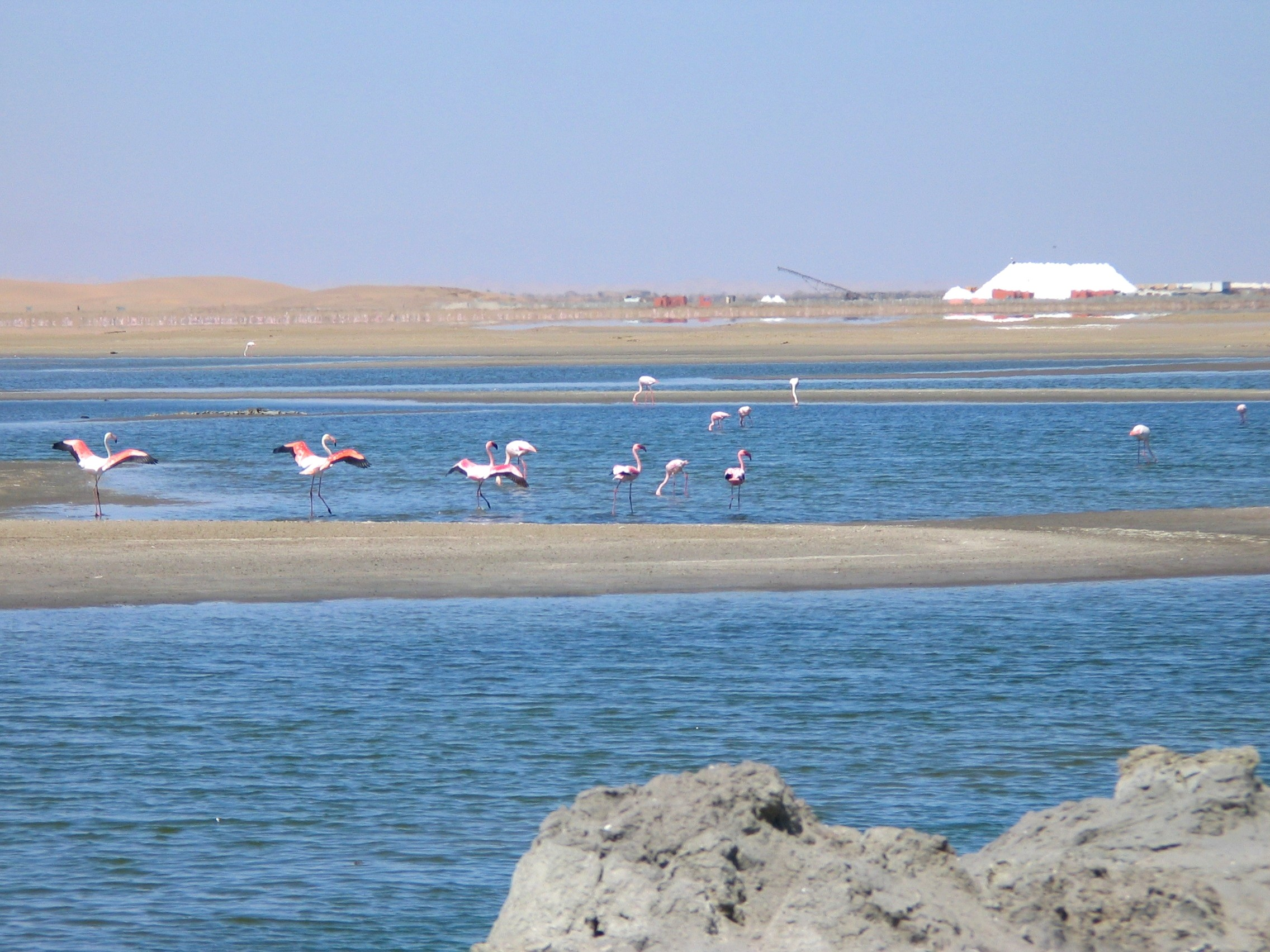
Lagune südlich von Walvis Bay mit Salzberg der Saline im Hintergrund

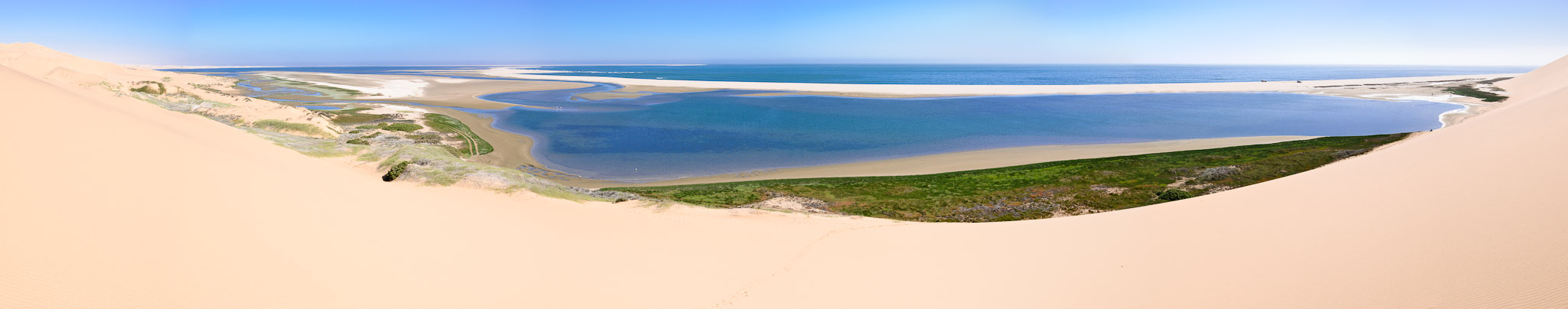
Sandwich Harbour

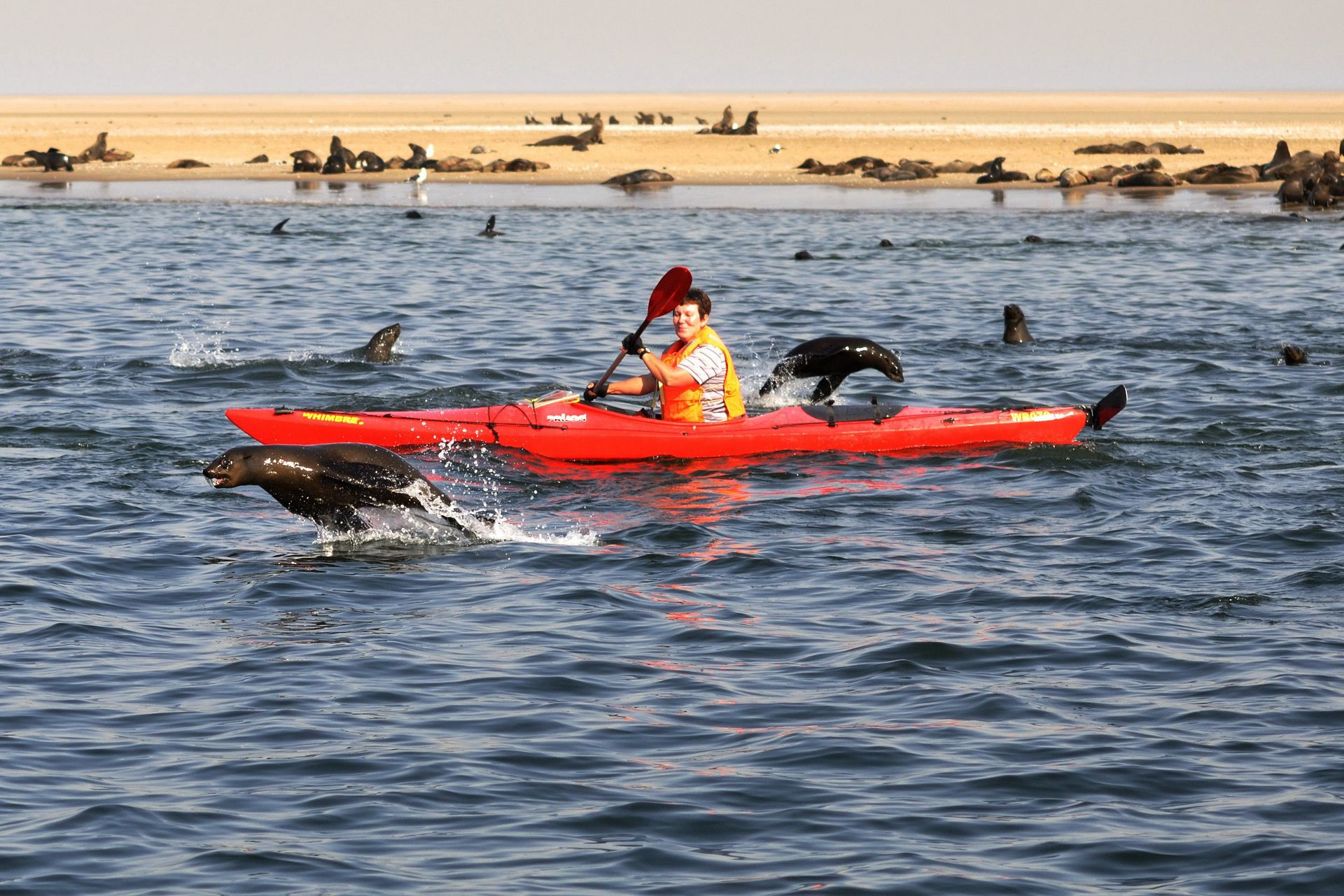
Tour von Walvis Bay zur Robbenbank

### In der Stadt
- Die Rheinische Missionskirche, Ecke 5th Street und Hage Geingob Street, ist ein Nationales Denkmal in Namibia und wird als das älteste historische Gebäude in Walvis Bay betrachtet.
- Dampflokomotive HOPE am Bahnhof in der 5th Street.

### Ausflugsziele in der Umgebung
Von Walvis Bay wird eine Reihe von Touren angeboten, teilweise kann man auch selbst zu den Zielen fahren. Dazu gehören:
- Die Lagune; sie befindet sich am Südrand der Stadt, ist über 5000 Jahre alt und damit die älteste Namibias und ein international bekanntes Vogelschutzgebiet mit dem bedeutendsten Wattbereich im südlichen Afrika. Sie bietet bis zu 160.000 Vögeln Schutz und für über 200.000 Seeschwalben Nahrung bei ihren Zügen von und zu antarktischen Regionen. Lebensnotwendig ist die Lagune für etwa 70 % aller auf der Welt vorkommenden Fahlregenpfeifer (Charadrius pallidus). Über 80 % aller Flamingos im südlichen Afrika ernähren sich aus dieser Lagune. Mit einem Kajak kann man durch die Lagune paddeln.
- Die Guano-Plattform Bird Island; sie liegt neun Kilometer nördlich von Walvis Bay im Meer. Es ist der einzige Ort in Namibia, an dem der Rosapelikan (Pelicanus onocrotalus) brütet. Außerdem ist die Plattform ein beliebter Sitzplatz für Weißbrustkormorane (Phalacrocorax lucidus) und Kronenscharben (Microcarbo coronatus).
- Robben- und Delfintouren mit Booten entlang der Küste
- Hochseefischerei
- Ausflüge mit Booten oder Allradfahrzeugen zu den Vogelkolonien der Sandwich Harbour, einer 10 km lange Lagune; auf der Fahrt dorthin kommt man vorbei an dem einst von portugiesischen Seefahrern gesetzten steinernen Kreuz (Padrão), das von der Anlandung und Inbesitznahme Portugals kündet. Es ist etwa 20 km südlich von Walvis Bay an einer kleinen Bucht zu finden.
- Fahrt mit Allradfahrzeugen zum Delta des Kuiseb südlich der Lagune
- Besuch der 80 km entfernten Wüstenforschungsstation Gobabeb am Kuiseb

## Städtepartnerschaften
- Kristiansand, seit Februar 2006
- Ndola, seit Oktober 2007
- Wenzhou, seit April 2008[9]
- Stenungsund, seit Oktober 2009[10]
- Drakenstein, seit November 2010
- Lobatse, seit Oktober 2011
- Pointe-Noire, Freundschaftsstadt seit 10. Oktober 2019[11]

Inländische Kooperations-Abkommen bestehen mit Swakopmund, Tsumeb und Windhoek.
Quelle: Stadtverwaltung Walvis Bay

## Söhne und Töchter der Stadt
- Otto Herrigel (1937–2013), Rechtsanwalt, Geschäftsmann und Politiker
- Ben Amathila (* 1938), Politiker, ehemaliger Minister und Freiheitskämpfer
- Niko Bessinger (1948–2008), Architekt und Politiker
- Selma Ashipala-Musavyi (* 1960), Diplomatin und Politikerin
- Neshani Andreas (1964–2011), Schriftstellerin und Lehrerin
- Ronnie Kanalelo (* 1971), Fußballspieler und Trainer
- Harry Simon (* 1972), Profiboxer
- Percy Montgomery (* 1974), südafrikanischer Rugby-Union-Spieler
- Rudolf Bester (* 1983), Fußballspieler
- Levis Swartbooi (* 1983), Fußballspieler
- Johanna Benson (* 1990), paralympische Athletin und Goldmedaillengewinnerin der Sommer-Paralympics 2012